# Callipia confluens
Callipia confluens är en fjärilsart som beskrevs av W. Warren 1907. Callipia confluens ingår i släktet Callipia och familjen mätare. Inga underarter finns listade i Catalogue of Life.